# Xã Moro, Quận Bradley, Arkansas
Xã Moro (tiếng Anh: Moro Township) là một xã thuộc quận Bradley, tiểu bang Arkansas, Hoa Kỳ. Năm 2010, dân số của xã này là 50 người.